# إعصار خواكين
إعصار خواكين هو إعصار استوائي ضرب أجزاء كبيرة جزر البهاماس وبيرمودا والسواحل الجنوبية الشرقية للولايات المتحدة في يوم 5 أكتوبر 2015 وتسبب حتى الآن بمصرع حوالي 40 شخص.